# Містер Бін (персонаж)
Містер Бін (англ. Mr. Bean) — вигаданий персонаж, що вперше з'явився у британській комедійній телепередачі «Містер Бін» 1 січня 1990 року. Також був головним героєм анімаційного спін-офу і двох художніх фільмів. Містер Бін був створений і зображений Ровеном Аткінсоном. За його словами на створення героя його надихнув персонаж французького коміка і режисера Жака Таті – мосьє Хуло.  Аткінсон також посилався на вплив Пітера Селлера, який раніше грав персонажів схожого типажу, зокрема, Грунді Бакші  та Інспектора Клюзо.
Містер Бін  виступав як гість на церемонії відкриття Олімпіади в Лондоні 2012 року та у китайському фільмі «Найсмішніший комік 2017: Фільм». Аткінсон також зобразив Біна в декількох сценках для «Комік Реліф» та в багатьох рекламах: M&M, Fujifilm, Nissan Tino, Snickers та інших.

## Огляд
Містер Бін живе в помешканні 2, Арбор-роуд 12, що в Гайбері, Лондон (Англія). Його професія, якщо така є, ніколи не згадується. У першому повнометражному фільмі під назвою «Бін», Містер указане у паспорті героя як ім'я, а Бін — як прізвище. Його дата народження подається по-різному: 15 вересня 1955 року або 6 січня 1955 року (остання - фактична дата народження Ровена Аткінсона).
У телесеріалі, на початку кожного епізоду містер Бін падає з неба у промінь світла під спів хору собору Саутварк, що співає Ecce homo qui est faba («Погляньте на людину, яка є бобом», запис 1990 року). Ця початкова заставка була чорно-білою в кількох серіях. За задумом продюсерів, вона мала показати«звичайну людину, кинуту в центр уваги».  Однак у пізніших епізодах Бін падав з нічного неба на безлюдну лондонську вулицю під спів хору собору Святого Павла. В кінці епізодів третього та шостого також показується, як «засмоктується» небом назад.  
Аткінсон визнав, що містер Бін не має з ним нічого спільного. У мультсеріалі (епізод «Подвійний клопіт») він потрапляє всередину космічного корабля з  «прибульцями», які мають тотожний з ним вигляд і навіть мають свої плюшеві іграшки. Тоді інопланетяни відправляють його додому в променях світла і музики, подібних до відкриття оригінального серіалу «Містер Бін».

## Одяг
Містер Бін носить коричневий піджак з твіду, білу сорочку, тонку червону краватку, коричневі штани, чорні туфлі та чорний електронний годинник. Він час від часу змінює одяг, щоб відповідати сцені, в якій він перебуває.
В епізоді «Повернення містера Біна», коли Бін прямує до вишуканого ресторану, щоб відсвяткувати свій день народження, він одягає сірий костюм із темно-червоною краваткою. У цьому ж епізоді Бін носить смокінг. В епізоді «Прокляття містера Біна», коли Бін прямує до парку, щоб зробити бутерброд на обід, він одягає довге темно-зелене пальто зі світло-зеленою сорочкою та темно-зеленою краваткою. У тому ж епізоді, коли Бін вирушає дивитися фільм жахів зі своєю дівчиною, він одягає брунатний светр із власною торговою маркою.

## Особистість
Містер Бін інфантильний, самолюбний, вигадливий і охочий до суперництва. Він рідко розмовляє, а коли це робить, то, зазвичай, випускає лиш кілька бурмотливих слів низьким голосом. Він також не любить, коли люди беруть його речі. Містер Бін часто здається невідомим основних аспектів того, як працює світ, і програма зазвичай демонструє свої спроби того, що зазвичай вважатиметься простими видами діяльності, такими як плавання, користування телевізором, переобладнання або ходіння до церкви. Гумор багато в чому випливає з його своєрідних, часто абсурдних, розв'язань проблем, здебільшого самоспричинених.